# 佐々木宏夫
佐々木 宏夫（ささき ひろお、1956年3月25日 - ）は、日本の経済学者。早稲田大学名誉教授、アステラス製薬取締役。

## 人物
新宿区生まれ。神奈川県立湘南高等学校を経て、1979年 信州大学理学部数学科卒業、1981年 一橋大学大学院経済学研究科修士課程修了、1987年 ロチェスター大学大学院経済学研究科博士課程修了、Ph.D.。
修士課程では二階堂副包の元で学ぶ。ロチェスター大学で学位取得後は名古屋市立大学助教授を経て、1993年 早稲田大学商学部助教授、1996年 同教授、2005年より大学院会計研究科教授も兼任し2010年より同研究科長。また、この間の1997年から1999年まで大蔵省に出向し、大蔵省大臣官房専門調査官兼財政金融研究所主任研究官、2001年にはライス大学経済学部客員教授をつとめる。2018年 アステラス製薬取締役。2021年早稲田大学名誉教授。

## 著書

### 教科書
- 『情報の経済学－不確実性と不完全情報』日本評論社、1991年
- 『入門マクロ経済学』（共著）中央経済社、1999年
- 『入門ミクロ経済学』（共著）中央経済社、2002年
- 『入門 ゲーム理論－戦略的思考の科学』日本評論社、2003年
- 『経済数学入門』日本経済新聞社（日経文庫）、2005年
- 『基礎コース ミクロ経済学』新世社、2008年
- 『史上最強図解 ミクロ経済学入門』ナツメ社、2011年

### 論文
- "Two-sided Matching Problems with Externalities"、（戸田学との共著）
- "Consistency and Characterization of the Core of Two-sided Matching Problems,"、（同上）
- 『戦後50年：「熱い正義」から「冷めた正義」へ 』、賀川昭夫との共著(1995)